# R&F (Hong Kong)
R&F (Hong Kong) (chinesisch 富力(香港), Pinyin Fùlì (Xiānggǎng), Jyutping Fu3lik6 (Hoeng1Gong2), auch R&F (Hong Kong) FC (富力(香港)足球俱樂部, englisch R&F (Hong Kong) Football Club); offiziell R&F (Hong Kong) Soccer Ltd.) war eine in Guangzhou (China) ansässige Fußballmannschaft, die in der Hong Kong Premier League antrat. Das Team gehörte zur chinesischen Mannschaft von Guangzhou R&F (seit Dezember 2020 als Guangzhou City FC), einem Fußballverein der Chinese Super League. Sie war damals die einzige nicht in Hongkong ansässige Mannschaft der HKPL, die in der Sonderverwaltungszone spielte. R&F (Hong Kong) war einer der reichsten Fußballklub Hongkongs. Nach vierjähriger Teilnahme und einer Investition von über 130 Millionen HKD in den Verein innerhalb von vier Saisons in der höchsten Hongkonger Fußballliga (Seit 2016 in der HKPL), entschieden sich die Verantwortlichen des Guangzhouer Vereins mit sofortiger Wirkung sich von dieser zurückzuziehen. (Stand Oktober 2020)

## Erfolge

### National
- Hong Kong Premier League

Vizemeister: 2018/19
- Hong Kong FA Cup

Finalist: 2019/20

## Stadion

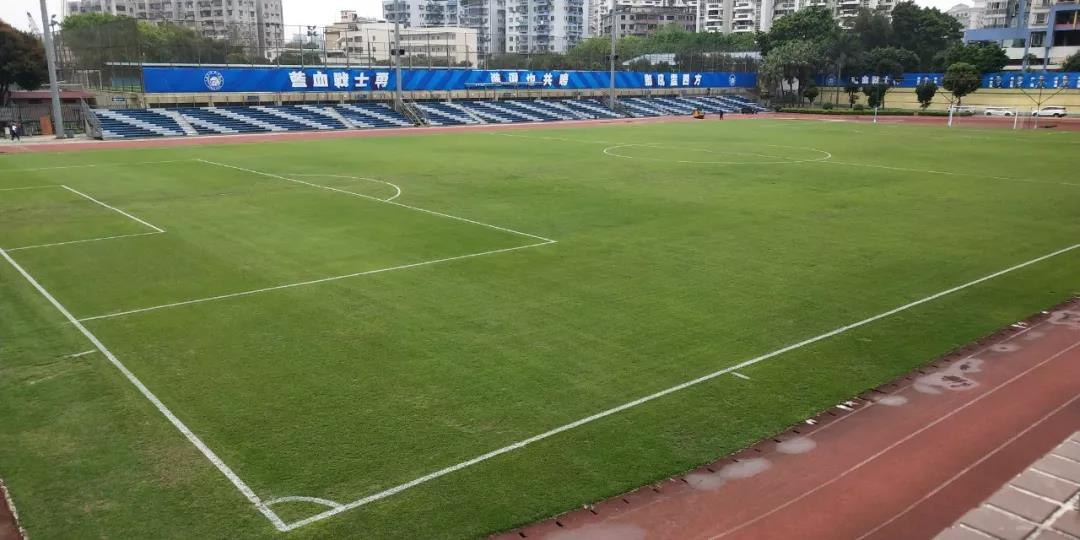
Yanzigang Stadium, Guangzhou 2019

### Heimstadion
Der Verein trug seine Heimspiele seit der Saison 2017/18 im Yanzigang Stadium ⊙, auf der Jiangyan Road 251 in Guangzhou, China aus. In der Saison 2016/17 war der Siu Sai Wan Sports Ground ⊙ in Hongkong einst das Heimstadion des Vereins. Der Yanzigang Stadium wurde im September 1985 eröffnet. Das vorwiegend für Sportveranstaltung im Schul- und Jugendsportbereich genutzte Mehrzweckstadion hat eine Kapazität von 2000 Sitzplätze. Eigentümer der Anlage ist das Guangzhou People's Government. Betrieben wird die Anlage vom Guangzhou Sports Bureau.

## Besten Torschützen seit 2017
| Saison  | Name                                | Tore |
| ------- | ----------------------------------- | ---- |
| 2017/18 | Li Rui                              | 6    |
| 2018/19 | Tiago Leonço Giovane Alves da Silva | 11   |
| 2019/20 |                                     |      |

## Trainer von 2016 bis 2020
| Name              | von             | bis              |
| ----------------- | --------------- | ---------------- |
| Zhihai Li         | 13. August 2016 | 5. Juli 2017     |
| Marek Zajac       | 6. Juli 2017    | 12. März 2018    |
| Yaoxing Wu        | 12. März 2018   | 31. Mai 2018     |
| Ching-Kwong Yeung | 14. Juni 2018   | 14. Oktober 2020 |

## Saisonplatzierung
| Saison  | Liga                     | Liga  | Liga   | Liga | Liga | Liga | Liga  | Liga   | Liga     | Pokal            | Pokal         |
| Saison  | Liga                     | Level | Spiele | S    | U    | N    | Tore  | Punkte | Position | Hong Kong FA Cup | Sapling Cup   |
| ------- | ------------------------ | ----- | ------ | ---- | ---- | ---- | ----- | ------ | -------- | ---------------- | ------------- |
| 2016/17 | Hong Kong Premier League | 1     | 20     | 3    | 1    | 16   | 13:53 | 10     | 10.      | 1. Runde         | Viertelfinale |
| 2017/18 | Hong Kong Premier League | 1     | 18     | 7    | 1    | 10   | 27:35 | 22     | 7.       | 1. Runde         | Gruppenphase  |
| 2018/19 | Hong Kong Premier League | 1     | 18     | 11   | 3    | 4    | 51:26 | 36     | 2.       | Viertelfinale    | Gruppenphase  |
| 2019/20 | Hong Kong Premier League | 1     | 10     | 5    | 3    | 2    | 21:15 | 18     | 3.       | 2. Platz         | Gruppenphase  |